# Джейд Норт
Джейд Норт (англ. Jade North; нар. 7 січня 1982) — австралійський футболіст, захисник клубу «Брисбен Роар».
Виступав, зокрема, за клуб «Ньюкасл Юнайтед Джетс», а також національну збірну Австралії.

## Клубна кар'єра
Народився 7 січня 1982 року в Тарі у Новому Південному Уельсі, Австралія. Жив у Новій Зеландії до 11 років, потім переселився з родиною до Австралії, в околиці Брисбена. Він навчався в середній школі, поки йому не запропонували місце в академії AIS в Канберрі у віці 15 років. Він приєднався до них, як один з наймолодших гравців.
У дорослому футболі дебютував 1998 року виступами за команду «Брисбен Страйкерс», в якій провів три сезони, взявши участь у 48 матчах чемпіонату.
Влітку 2001 року перейшов у «Сідней Олімпік», з яким у першому ж сезоні став чемпіоном Австралії. У сезоні 2003/04 виступав за «Перт Глорі», з яким також став чемпіоном Австралії.
Своєю грою за останню команду привернув увагу представників тренерського штабу «Ньюкасл Юнайтед Джетс», до складу якого приєднався влітку 2005 року. Відіграв за команду з австралійського Ньюкасла наступні три з половиною сезони своєї ігрової кар'єри. Норт став капітаном «Ньюкасл Юнайтед Джетс» протягом сезону 2007/08 A-ліги після завершення кар'єри Пола Окона. З цією командою Норт також став чемпіоном, вигравши плей-оф А-ліги.
У 2009 році перейшов в південнокорейський клуб «Інчхон Юнайтед» за 2 мільйони доларів, але зіграв лише у 6 матчах К-ліги.

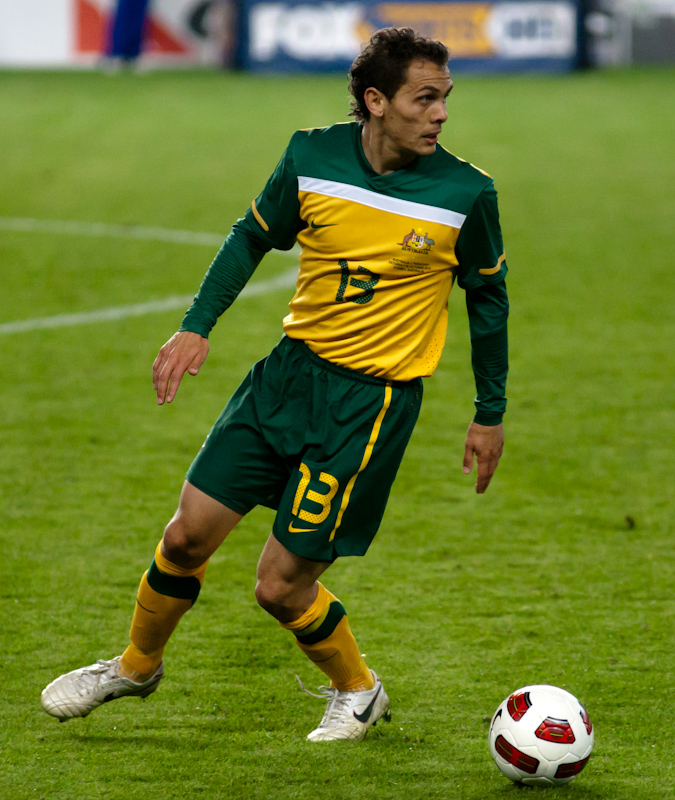
Джейд Норт під час виступів за збірну Австралії. 9 жовтня 2010 року.

26 лютого 2010 року норвезький «Тромсе» уклав контракт з австралійським захисником, проте у Європі Джейд не закріпився і вже через чотири місяці повернувся в А-лігу, приєднавшись до «Веллінгтон Фенікса», з яким 30 липня 2010 року підписав однорічну угоду.
2 квітня 2011 року Норт перейшов в японський клуб другого дивізіону «Токіо», з яким зайняв перше місте, а також виграв Кубок Імператора, проте на поле майже не виходив і у сезоні 2012 року виступав за інший японський клуб «Консадолє Саппоро».
8 січня 2013 року він підписав угоду на 3,5 роки з «Брисбен Роар». Відтоді встиг відіграти за брисбенську команду 80 матчів в національному чемпіонаті.

## Виступи за збірні
1998 року дебютував у складі юнацької збірної Австралії, разом з якою став фіналістом юнацького чемпіонату світу, де австралійці лише в серії пенальті поступились бразильцям (Норт свій пенальті забив). Всього взяв участь у 19 іграх на юнацькому рівні, відзначившись 4 забитими голами.
У 2004 і у 2008 роках у складі олімпійської збірної Австралії брав участь у футбольних турнірах на Олімпіадах в Афінах і Пекіні.
2002 року дебютував в офіційних матчах у складі національної збірної Австралії.
У складі збірної був учасником кубка націй ОФК 2002 року у Новій Зеландії, де разом з командою здобув «срібло» та кубка націй ОФК 2004 року в Австралії, здобувши того року титул переможця турніру. Після цього Австралія стала виступати в змаганнях під егодою АФК і Норт зміг стати учасником кубка Азії з футболу 2011 року у Катарі, де разом з командою також здобув «срібло».
Всього провів у формі головної команди країни 41 матч.

## Досягнення
- Чемпіон Австралії: 2001/02, 2003/04 (Національна футбольна ліга), 2007/08, 2013/14 (А-ліга)
- Срібний призер Кубка Азії: 2011
- Переможець регулярного чемпіонату А-ліги: 2013/14
- Переможець Юнацького чемпіонату ОФК: 1999
- Володар Кубка націй ОФК: 2004
- Срібний призер Кубка націй ОФК: 2002
- У символічній збірній чемпіонату А-ліги: 2015/16